# Rui Miguel
Rui Miguel Melo Rodrigues (ur. 15 listopada 1983 w Seia) – portugalski piłkarz występujący na pozycji pomocnika. Od 2019 występuje w CD Trofense.